# Holstenschule
Die Holstenschule ist das älteste Gymnasium und eine Europaschule in Neumünster.

## Geschichte
Die Schule wurde 1871 gegründet und ist somit das älteste Gymnasium in Neumünster. Zunächst war es eine Privatschule für Jungen aus dem höheren Bürgerstand. Nach dem Bau des heutigen Hauptgebäudes von 1901 bis 1903 zog dort das Progymnasium mit Realschule Neumünster ein, 1906 wurde das Progymnasium zum Gymnasium erweitert und 1910 wurde die Realschule zur Oberrealschule. Seit 1973 ist die Holstenschule ein Gymnasium für Jungen und Mädchen.
Die Holstenschule ist ein naturwissenschaftliches Gymnasium und nimmt jährlich an Wettbewerben wie der Langen Nacht der Mathematik oder der Mathematik-Olympiade teil.
Das Kollegium besteht aus etwa 60 Lehrern, die etwa 600 Schüler unterrichten.
Seit 2002 ist die Holstenschule eine Europaschule und führt jährlich Austauschprogramme mit mehreren Schulen in Frankreich, Polen und Spanien durch:
- mit dem Lycée Blaise Pascal in Segré (Frankreich) für das 8./9. Schuljahr seit 1994,
- mit der Zespół Szkół Geodezyjno-Drogowych in Poznań (Polen) für das 10./11. Schuljahr seit 2003,
- mit Austauschfamilien verbunden mit einem Wirtschaftspraktikum in Bilbao in Spanien.

2006 wurde eine moderne Drei-Feld-Halle mit anliegenden Klassenräumen eingeweiht.
Seit 2007 engagiert sich die Holstenschule für ein Waisenhaus in Benin und am 22. November 2012 wurde der „Verein für Benin“ gegründet, der sich ebenfalls für die Unterstützung des Waisenhauses einsetzt. Jedes Jahr wird an der Schule das „Fest für Benin“ veranstaltet, bei welchem Gelder für dortige Projekte gesammelt werden.
Seit dem 1. Januar 1950 gibt es an der Schule den Verein der Freunde der Holstenschule e. V., welcher verschiedene Projekte und Arbeitsgemeinschaften unterstützt und finanziell fördert.

## Persönlichkeiten

### Schüler
- Hinrich Möller (1906–1974), Polizei- und SS-Offizier (Oberrealabschluss 1922)
- Hans Henning Holm (1908–1977), Schriftsteller, Bühnen- und Hörspielautor
- Walther Lammers (1914–1990), deutscher Historiker
- Jens Jürgen Rohwer (1914–1994), Komponist und Musikwissenschaftler
- Siegfried Kordts (1916–2014),[5] Boxsportfunktionär
- Wolfgang Erich (1920–1970), Historiker und Ministerialbeamter in Kiel (Abitur 1939)
- Christian-Friedrich Peter (1922–2005), Bäckermeister, Handwerksfunktionär und CDU-Politiker
- Hatto Klamt (1937–2022),  Philologe, Reserveoffizier und CDU-Kommunalpolitiker
- Gerd Helbig (1939–2025), Journalist
- Hans Siemensen, Nephrologe
- Eckhard Cordes (* 1950), Industrie- und Handelsmanager
- Horst Günter Bülck (* 1953), Industriemanager und Politiker (Abitur 1974)
- Ingbert Liebing (* 1963), CDU-Politiker (Abitur 1982)
- Timo Hartmann (* 1981), Herpetologe
- Angelina Kirsch (* 1988), Plus-Size-Model (Abitur 2008)

### Lehrer
- Wilhelm Jürgensen (1882–1969), Germanist und Historiker[6]
- Walter Richard Gerlich (1908–1981): CDU-Politiker (Pädagoge an der Holstenschule von 1959 bis 1963)
- Eberhard Cold (1921–1988): Historiker, Orientalist und Religionswissenschaftler
- Jürgen Oldenburg (1926–1991): SPD-Politiker, Mitglied des schleswig-holsteinischen Landtags (Studiendirektor)